# Vee-Jay Records
Vee-Jay Records var ett amerikanskt skivbolag som grundades 1953, specialiserat på blues, jazz, rhythm and blues och rock and roll. Det ägdes och drevs av det afroamerikanska paret Vivian Carter och James C. Bracken. Vee-Jay Records gick i konkurs i augusti 1966. Tillgångarna köptes senare av Betty Chiapetta och Randy Wood.
I början av The Beatles karriär vägrade EMI:s amerikanska bolag Capitol att ge ut Beatles skivor i USA. Gruppens producent George Martin förhandlade då med mindre skivbolag. Vee-Jay Records gav till exempel ut Beatles första LP Introducing The Beatles som i stort sett motsvarar den europeiska LP:n Please Please Me.